# Garett Bolles
Garett Bolles (Walnut Creek, 27 maggio 1992) è un giocatore di football americano statunitense che milita nel ruolo di offensive tackle per i Denver Broncos della National Football League (NFL).

## Carriera universitaria
Dopo due anni trascorsi come missionario mormone, Bolles all'università giocò a football per due anni allo Snow College, prima di trasferirsi nel 2016 all'Università dello Utah, dove, nell'unica stagione, fu inserito nella formazione ideale della Pac-12 Conference.

## Carriera professionistica
Il 27 aprile 2017, Bolles fu scelto come 20º assoluto nel Draft NFL 2017 dai Denver Broncos. Debuttò come professionista partendo come titolare nella gara del primo vinta contro i Los Angeles Chargers. La settimana successiva fu costretto a lasciare la gara contro i Dallas Cowboys per un infortunio alla caviglia. La sua prima stagione si concluse disputando tutte le 16 gare come titolare, venendo inserito nella formazione ideale dei rookie dalla Pro Football Writers of America.
Dopo che i Broncos declinarono l'opzione del quinto anno sul suo contratto, nel 2020 Bolles fu uno dei migliori tackle della lega, firmando a novembre un rinnovo quadriennale del valore di 68 milioni di dollari. A fine stagione venne inserito nel Second-team All-Pro.
Il 12 dicembre 2024 Bolles firmò un rinnnovo contrattuale quadriennale del valore di 82 milioni di dollari, divenendo il sesto tackle sinistro più pagato della lega.

## Palmarès
- Second-team All-Pro: 1

2020
- PFWA All-Rookie Team - 2017